# 中村風太
中村 風太（なかむら ふうた）は、日本の俳優、モデル。出身は 日本 埼玉県坂戸市。旧芸名は雷神　風太朗（らいじん　ふうたろう）本名は松嵜 建平（まつざき けんぺい）。身長185cm、体重85kg。
通称は「ふう」「風太」「ふうちゃん」など

## 人物
- 劇団前方後円墳で舞台デビュー。その後、モデル事務所にて長身を活かし、様々な舞台や映像、雑誌に多く活躍後、ZELEプロダクションに所属し活動をしていたが、会社が破綻したため契約を解除された。その後、PIECE EIGHTに所属。
- 交友関係は、漫画家やタレントの浜田ブリトニーや俳優の篠井英介等。
- モデル事務所在籍中は、食べる姿の評価が高かった為、ファッション関係の仕事はほとんどしておらず飲食特集が主流であった。
- 2005年、フェニーチェ歌劇場の日本公演（滋賀県立芸術劇場 びわ湖ホール・オーチャードホール）「シモン・ボッカネグラ」で助演に選ばれる。その後、新国立劇場のオペラホール公演にて、約一年間助演出演を果たす。
- 2008年、顔が千葉市動物公園のレッサーパンダの風太に似ていることから、同年12月に本名の「松嵜建平」から「風太」に改名。その後、2010年に「雷神風太朗」という芸名に改名した。しかし、個人事務所である玉井企画の退社を機に2012年、3月「雷神風太朗」から「中村風太」に改名。
- 2012年11月29日にZELEプロダクション傘下の映像を主体とした劇団、映像劇団「兎2角」（とにかく）を旗揚げし、劇団の主宰として活動。劇団専用オリジナル脚本制作の他、出演もした。また、この団体の特徴として、制作したドラマ全て企業の協力を得て制作をしていた。
- 2014年1月11日、ZELEプロダクションを会社都合により離れることをブログで公表。新たにPIECE ENTERTAINMENT（浜田ブリトニーの個人事務所）に所属することと、映像劇団「兎2角」の活動は継続することを併せて発表した。
- 2014年1月31日にZELEプロダクションが、ニコニコ生放送公式チャンネルで「中村風太と映像劇団兎2角」の最終回を放送した。放送には中村風太のマネージャーも顔出し出演をし、ZELEプロダクションがプロダクションとしての業務を停止した事を発表。劇団の運営も、それに併せ停止する事を発表した。
- 2020年よりYouTubeにて個人チャンネル「野郎デート[1]」を立ち上げる。男性のタレント、歌手、役者と街を散策したり食事をするトークバラエティ。愛犬のミニチュアピンシャー、ルドルフも出てくる。
- 2022年の『山口純のモデルちゃんねる』（通称モデちゃん）で、1年間、何かを継続約束させる企画が発表された。メンバーに大根おろし汁を飲み続けることを誓約させられ、自身のインスタグラムで日々アップ。番組卒業後も唯一約束を果たした。
- 2022年10月18日、『山口純のモデルちゃんねる』（通称モデちゃん）にて俳優プロダクション 有限会社希楽星[2]に移籍したことを発表。
- 2022年12月17日、『山口純のモデルちゃんねる』（通称モデちゃん）にて、共演者の山口純より中村風太の「モデちゃん」の卒業が発表された。

## 出演歴

### 映画
- 「サソリ 女囚701号」（1998年）
- 「富江」（1999年）
- 「激情版エリートヤンキー三郎」（親衛隊員役）（2009年）
- 「映画 妖怪人間ベム」（警備員役）（2012年）
- 「portrait(s)」（主演：篠原悠橙役）（映画/ドラマ）（2020年～）

### 舞台
- 「IZOU」
- 「龍馬、雲になりすませ!」
- 「シモン・ボッカネグラ」（助演：兵士役）（2001年）
- 「アイーダ」（新国立劇場公演）（助演：アイーダドノーレ役／アルチェンリ役）（2003年）
- 「ロメオ&ジュリエット」（新国立劇場公演）（助演：兵士役）
- 「眠れる森の美女」（新国立劇場公演）（助演：兵士役）
- 「最後の晩餐」（N.M.P. 望月章マイムプロジェクト）（客演：決して生まれて来られない少年役）
- 「ヴォツェック」（新国立劇場公演）（助演：貧乏紳士役）（2009年）
- 「車椅子の結婚式」（広島公演・小川役）（演出、脚本：武藤数顕　主演： 町本絵里・多賀名将也）（2010年）
- 「蟻の街マリア」（聖心女子学院公演・ゼノ・ゼブロフスキー修道士役）（演出、脚本：武藤数顕　主演 ：町本絵里・多賀名将也）（2010年）
- 「コジ・ファン・トゥッテ」（新国立劇場初公演）（助演：森林警備隊役・カップル役(二役)）（2011年）
- 「コジ・ファン・トゥッテ」再演（新国立劇場初公演）（助演：森林警備隊役・カップル役(二役)）（2013年）
- 「ヴォツェック」（新国立劇場公演）（助演：貧乏紳士役）（2014年）
- 「合理的エゴイスト」（東京公演・チャック役/トレヴァー役）（演出、脚本：東京たつみ)（2016年）
- 「ロメオ&ジュリエット」（新国立劇場公演）（助演：兵士役・紳士役）（2016年）

### 雑誌
- 「ゼクシィ」（リクルート）（新郎の友人役）
- 「ゼクシィ」（リクルート）（新郎役）
- 「TOKYO★1週間」（講談社）（夜景の見えるレストラン・カップル役）
- 「TOKYO★1週間」（講談社）（パイレーツオブカリビアン　コラボ企画　ジャック役）
- 「TOKYO★1週間」（講談社）（ホルモン焼肉　幸永・カップル役）
- 「TOKYO★1週間」（講談社）（食べまくり放題　平禄寿司　メイン男役）

### モデル
- 「Snuggling Studio」（メインモデル）2022年4月

### TV
- 「行列のできる法律相談所」（日本テレビ、2007年）
- 「花王化粧品」（赤のケープ）
- 「SUNTORY」（BOSS 楽園）
- 「ドリーム・プレス社」（TBS）
- 「SANKYO」（パチンコ大夏祭り）
- 「花王化粧品」（毛穴と髪に開放感篇、サラリーマン役 2011年）
- 「LION」（PRO TECダンス編　PRO TECダンサー役 2011年）（メイン：大泉洋）
- 「所さんの目がテン!」（日本テレビ、2012年）
- 「東京全力少女」（日本テレビ、2012年）
- 「パーフェクト・ブルー」（TBS、2012年）
- 「味の素」（サラリーマン役 2012年）
- 「さんま&SMAP!美女と野獣のクリスマススペシャル」（日本テレビ、香取慎吾役 2012年）
- 「幸せの時間」（東海テレビ、大工役 2012年）
- 「情報満載ライブショー モーニングバード!」（テレビ朝日、不祥事を起こした警官（メイン）役 2013年）
- 「So long !」（日本テレビ、スタッフ役 2013年）
- 「KIRIN」（のどごし生 2013年3月）
- 「女優 麗子〜炎のように」（テレビ東京、ホテルマン役 2013年3月）
- 「オンナルール」（NOTTV、2013年）
- 「ダスキン」（スタイルフロア ララ「ブルーな有職主婦篇」サラリーマン役 2013年）
- 「森田一義アワー 笑っていいとも!」（フジテレビ、2013年5月6日）
- 「金曜プレステージ　山村美紗サスペンス・黒の滑走路3」（パイロット役 2013年8月9日）
- 「突撃!アッとホーム（NHK、2013年11月）
- 「踊らない！ふうた御飯！！ドラマスペシャル〜バイバイ〜」（俊平役 2013年　4月）
- 「踊らない！ふうた御飯！！ドラマスペシャル2　この声届きますか？」（吉川トオル役　2013年10月）
- 「QVC」（「スマートデピ」メインモデルJ:COM2014年4月〜）
- 「金曜プレミアムキテレツ人生!」（フジテレビ、2017年6月16日）
- 「報道の日2022」（TBS、須江航役　2022年12月18日）
- 「高砂熱学工業」（環境クリエイターズ篇　2023年10月～）
- 「行列の出来る相談所」（日本テレビ）長嶋一茂に訴訟される社長役

### ラジオ
- 「ラジオポート愛ランド」（ゲスト）
- 「TOTO AKIの部屋」（TOKYO NET RADIO、ゲスト 2013年2月）
- 「TOTO AKIの部屋」（TOKYO NET RADIO、ゲスト 2013年3月）
- 「Colorful Style ✕(カラフルスタイルクロス)」（渋谷クロスFM、ゲスト 2021年12月）
- 「Colorful Style ✕(カラフルスタイルクロス)」（渋谷クロスFM、ゲスト 2022年5月）

### オリジナル脚本
- 舞台「キミノ瞳ニ　ウツルモノ」脚本・演出（新宿文化センター公演）
- 舞台「それぞれの人々」脚本・演出
- 舞台「song song song」演出補佐
- 舞台「7人のサラリーマン」脚本・演出
- 舞台「おもちゃ」脚本・演出
- 舞台「マネキン」脚本・演出
- 舞台「浅田次郎「ラブレター」」演出補佐（千葉市文化センターアートホール公演）
- 舞台「あなたの人生請け負います」脚本
- 舞台「呪」演出補佐
- 映像「脳乱」脚本・演出
- 映像「それいけ！南青山男子寮」脚本
- 映像「踊らない！ふうた御飯！！ドラマスペシャル〜バイバイ〜」脚本・演出（映像劇団・兎2角）
- 映像「踊らない！ふうた御飯！！ドラマスペシャル2　この声届きますか？」脚本・演出（映像劇団・兎2角）
- 映像「最高！？それとも最低最悪？貴方のクリスマスの過ごし方」脚本・演出（映像劇団・兎2角）

### WEB
- 「土曜21:00〜 風太Cafe」冠番組（ニコニコ生放送・Ustream 2012年10月〜2013年4月）
- 「金曜20:30〜 中村風太と映像劇団兎2角」冠番組（ニコニコ生放送・Ustream 2013年5月〜）
- 「土曜20:30〜　実録！実体験！心霊パパラッチ」冠番組（ニコニコ生放送・Ustream 2013年9月〜2014年1月）
- 「金曜14:00〜 モデちゃん」MC（ニコニコ生放送・AbemaTV 2014年11月〜2022年11月）
- 「 野郎デート」（YouTube 2020年〜）
- 「広瀬すずがAGCの研究施設を見学！様々な体験に思わずリアクション！スペシャルムービー　Welcome to AGC!」（YouTube 2023年〜）
- UQ新メンバーオーディション「家でも外でも」篇15秒。（戸平明役）
- UQ新メンバーオーディション「親子でおトク」篇15秒。（戸平明役）

### ライブ
- 2012年8月4日 - 『ZELEPRO イベントlight 2012』に出演。